# Hayton and Mealo
Pour les articles homonymes, voir Hayton.
Hayton and Mealo est une paroisse civile de Cumbria, située dans le nord-ouest de l'Angleterre.